# Fernando Alonso
Fernando Alonso Díaz, född 29 juli 1981 i Oviedo i Asturien, är en spansk racerförare som sedan 2023 kör för Aston Martin i Formel 1. Han blev världsmästare i formel 1 säsongerna 2005 och 2006 för Renault. Alonso är den förare som startat flest Formel 1-lopp någonsin.
Alonso tävlade från 2010 för Scuderia Ferrari. 2015 avbröt Alonso sitt samarbete med dem och bytte stall till McLaren där han blev kvar till och med säsongen 2018. År 2018 vann han med Toyota Le Mans 24-timmars tillsammans med Sébastien Buemi och Kazuki Nakajima. År 2021 gjorde Alonso comeback i Formel 1 för Alpine där han stannade till och med säsongen 2022.
Alonso bor utanför Genève i Schweiz.

## Racingkarriär

### Sammanfattning
Alonso debuterade i formel 1 2001. Hans definitiva genombrott kom säsongen 2005 då han blev världsmästare i Formel 1. Alonso var då den yngste som erövrat mästartiteln i den racingklassen. Genom vinsten i Kinas Grand Prix 2005 säkrade han också konstruktörsmästerskapet för Renault 2005. 
Säsongen 2006 vann Alonso sju lopp, varav fyra i följd, och kom tvåa i sju av de 18 loppen. I och med segern i Japan 2006 säkrade han i praktiken VM-titeln 2006, Alonso behövde endast en poäng till och i säsongens sista lopp kunde han relativt enkelt komma tvåa och därmed ta sin andra VM-titel. Alonso är den förste spanjoren som vunnit i Spanien, vilket han gjorde i Spaniens Grand Prix 2006.
Säsongen 2007 körde Alonso för McLaren och hade inför det avslutande loppet i Brasilien chansen att ta en ny VM-titel men han slutade i stället trea i förarmästerskapet.
Den 10 december 2007 blev det klart att Alonso skulle köra för Renault säsongen 2008 vilket han även gjorde säsongen 2009. Alonso skulle inte komma till start i Valencia för att Renault var avstängda på grund av att han tappade ena framdäcket i Ungern, men överklagan gjorde att han kunde starta. Efter att en skandal kring Renault och en avsiktlig krasch av Nelson Piquet Jr. för att Alonso skulle vinna Singapores Grand Prix 2008 frikändes Alonso, vilket ledde till att han kunde skriva på för Ferrari.

### 2001
Alonso inledde sin karriär säsongen 2003 i Minardi, som just köpts av Paul Stoddart. Alonso fick Tarso Marques som stallkamrat och många trodde att Alonso skulle komma på artonde plats i kvalet, men det var Marques som kom sist. Detta blev en följetong inom Minardi, där Alonso konstant utklassade Marques och Benetton, som just skulle bli Renault, anmälde sitt intresse för Alonso. 
Renault stallchef Flavio Briatore, som dessutom var Alonsos manager, hade därför inga problem att få Alonso som testförare i stallet 2002.

### Starten i Renault
Alonso skötte sitt testjobb med bravur och fick därför inför säsongen 2003 chansen att tävla för Renault när Jenson Button fick lämna stallet. Alonso parades ihop med Jarno Trulli och de blev snabbt kompisar. Fernando startade säsongen med en blygsam sjundeplats, men i Malaysia tog han pole position, som den yngste någonsin, och kom sedan trea i loppet. Att en ny stjärna var född såg man i Brasilien. Men där höll hans karriär på att få ett drastiskt slut när han körde in i Mark Webbers vrakdelar och sedan in i en mur i 250 km/h varefter loppet bröts. Alonso, som slutade trea, hade tur som klarade sig undan större skador, men han kunde inte närvara på podiet under prisceremonin. 
Nästa pallplats kom på hemmaplan i Spanien där han nästan slog Michael Schumacher. Alonso låg trea i förar-VM efter halva säsongen, men började sedan tappa, när Williams hittade formen. I Ungern skrev Alonso historia då han blev den yngste vinnaren någonsin. Alonso slutade som sexa i förar-VM. Paralleller började dras med Michael Schumacher, som inledde karriären under Flavio Briatore i dåvarande Benetton 1992. 
Säsongen 2004 började Alonso med en tredjeplats i Australien, men fortsatte ganska dåligt och låg ett tag 16 poäng efter Trulli, som låg fyra i mästerskapet. Alonso kom dock igång i Frankrike där han ledde, men under andra halvan av loppet tappade han ledningen och slutade tvåa. I Tyskland och Ungern tog han två nya tredjeplatser. Annars byggde Alonso sin säsong till stor del på fjärdeplatser och slutade också fyra i förar-VM. Alonso tog färre poäng men Trulli fick sparken och gick till Toyota. Istället körde Jacques Villeneuve i de tre sista loppen, men han var chanslös mot Alonso.

### VM-titeln 2005
Säsongen 2005 var Michael Schumacher i Ferrari som vanligt favorit. De övriga förarna tippades i bästa fall få biroller. Alonso fick den rutinerade italienaren Giancarlo Fisichella från Sauber som stallkamrat. När han kom till Renault sades det att han aldrig hade blivit besegrad av någon stallkamrat. I Australien tog Fisichella pole position, efter att ha varit den ende som fått köra kvalet under hyfsade förhållanden, och höll sedan undan i toppen. Alonso, som kvalat in på 13:e plats, gjorde dock ett förnämligt lopp och slutade på tredje plats. I Malaysia startade Alonso från pole position och körde sedan ifrån de andra och vann övertygande sitt andra lopp i karriären. I Bahrain var det samma historia och Alonso ledde förar-VM klart när tävlingsserien kom till Europa. 
I San Marino tog Alonso en imponerande seger trots att Schumachers Ferrari hade börjat fungera klart bättre. Schumacher lyckades inte ta sig förbi Alonso, som gjorde en mästerlig försvarsinsats.
I Spanien vann Kimi Räikkönen i McLaren efter en oerhört imponerande körning. Alonso kunde inte konkurrera efter att ha gjort ett felaktigt däckval. I Monaco visade Räikkönen att segern i Spanien inte var en tillfällighet efter att ha dominerat hela helgen. Alonso valde återigen fel däck, men denna gången fick det betydligt värre konsekvenser eftersom han hade i sämre fäste än konkurrenterna i slutet av loppet. Nick Heidfeld och Mark Webber i Williams kunde ta sig förbi medan fyra andra förare låg tätt bakom när han gick i mål. Alonso visade här dock prov på stor kyla och slutade fyra.
I Europas Grand Prix tog Alonso en oväntad seger. Räikkönen ledde från start ända fram till sista varvet då hans hjulupphängning gick sönder på grund av däckvibrationer. Då kunde Alonso rulla i mål som segrare och i 32 poängs ledning. I Kanada gjorde Alonso säsongens enda riktiga misstag, när han kraschade på väg mot en andraplats. I USA gjorde Alonso ett dåligt kval men när loppet började bröt han och övriga Michelinförare tävlingen på grund av bristande däcksäkerhet. 
I Frankrike hade Alonso roligare och tog säsongens femte seger, som han fick gratis efter att Räikkönen tvingats byta motor. I Storbritannien tog Alonso en andraplats bakom Juan Pablo Montoya. Det hade han råd med eftersom han kom före Räikkönen som bytt motor och blev trea. I Tyskland hade Alonso återigen tur, när Räikkönens växellåda havererade och han var tvungen att bryta i ledning. Alonso tackade och tog emot och ledde nu förar-VM med 36 poängs marginal. 
I Ungern krockade Alonso med Ralf Schumacher i Toyota i första kurvan och han blev elva. Räikkönen vann loppet och låg nu 26 poäng efter spanjoren. I Turkiet kom Alonso tvåa efter Räikkönen, efter att Montoya krockat med Tiago Monteiro i Jordan, som han skulle varva. I Italien blev det en ny andraplats bakom Montoya och Fisichella slog Räikkönen efter ett motorbyte och en punktering. I Belgien såg Alonso ut att vara på väg mot en tredjeplats men blev tvåa bakom Räikkönen efter att den varvade Antônio Pizzonia i Williams kört på Montoya och de båda fick bryta. 
I Brasilien behövde Alonso en tredjeplats för att ta över VM-titeln och detronisera Michael Schumacher, vars Ferrari inte höll måttet. Det var precis vad Alonso gjorde när han defilerade i mål bakom Montoya och Räikkönen. Alonso vann förarmästerskapet, bland annat för att Räikkönen drabbats av McLarens tekniska problem, och blev också den yngste världsmästaren i formel 1-sportens historia. I Japan vann Räikkönen vann före Fisichella medan Alonso tog ännu en tredjeplats efter ett regnkval som missgynnat honom. I Kina lyckades Alonso äntligen slå Räikkönen på lika villkor, något som han inte gjort sedan i loppet i Bahrain. Alonso slutade på 133 poäng, före Räikkönen på 112 och Michael Schumacher på 62.

### VM-titeln 2006
Säsongen 2006 hade tre favoriter, Alonso, Kimi Räikkönen i McLaren och Michael Schumacher i Ferrari. I premiären i Bahrain vann Alonso efter att ha passerat Schumacher i samband med det sista depåstoppet. Räikkönen var dock den som fick mest beröm för sin magiska uppkörning från sista till tredje plats. Många trodde nu att dessa tre skulle göra upp om mästartiteln, men så skulle det inte bli. 
I Malaysia vann Giancarlo Fisichella före Alonso som ytterligare drygade ut sin ledning, när Schumacher blev sexa och Räikkönen bröt. Loppet i Australien var ännu en framgång för Renault och Alonso. Spanjoren vann loppet före Räikkönen, medan Schumacher kraschade. I San Marino vann Schumacher och Alonso klarade utan problem en andraplats, medan Räikkönen blev femma. I Europas Grand Prix kom ännu en vinst för Schumacher, med Alonso som tvåa och Räikkönen fyra. 
Sedan började Alonsos stora svit i Spanien där han vann före Schumacher och ungefär här försvann Räikkönen från striden genom sin femteplats. I Monaco vann Alonso på domarnas bestraffning av Schumacher, som kom femma. Det gjorde att Alonsos marginal i mästerskapet nu var uppe i 21 poäng. Både i Storbritannien och Kanada blev det enkla segrar för Alonso. Det tråkiga för honom var att Räikkönen båda gångerna mot slutet släppte Schumacher förbi sig, vilket gjorde att Alonsos ledning, trots hans totala dominans, bara var 25 poäng. 
Därefter kom svackan. Trots att bara tio bilar överlevde de fem första varven i USA blev Alonso inte bättre än femma. Schumacher vann där liksom i Frankrike och Tyskland. Alonso kom tvåa i Frankrike, men i Tyskland hade Renault tvingats plocka bort sina massadämpare, vilket gjorde bilen långsammare. Han blev dock femma, tack vare att stallkamraten Fisichella släppte förbi honom i slutet. I Ungern gjorde han två regelöverträdelser på fredagen och fick två sekunders tillägg i kvalet vilket gav honom en 14:e startplats. Regnet dagen därpå gynnade dock honom och han låg tvåa när Räikkönen kraschade. Sedan såg det ut som raka spåret, när han efter ett depåstopp blev av med en hjulmutter och kraschade. 
Turkiets Grand Prix gav en skön revansch för spanjoren när han slog Schumacher, som gjorde ett misstag i mitten av loppet. 
Trots att Alonso återigen var underlägsen på banan verkade han ha kontroll på mästerskapet. I Italien fick han ett svårbegripligt straff för att ha hindrat Felipe Massa under kvalet. Han startade från ruta tio med extra högt motorvarv men det straffade sig när hans motor sprängdes när han låg trea med tio varv kvar. I Kina blev han grundligt besegrad av Schumacher, som gjorde en av sin karriärs bästa insatser i den upptorkande vätan. Alonso gjorde ett felaktigt däckval mitt i loppet, men lyckades ändå komma tvåa efter att ha varit supersnabb med sin sista däckuppsättning. 

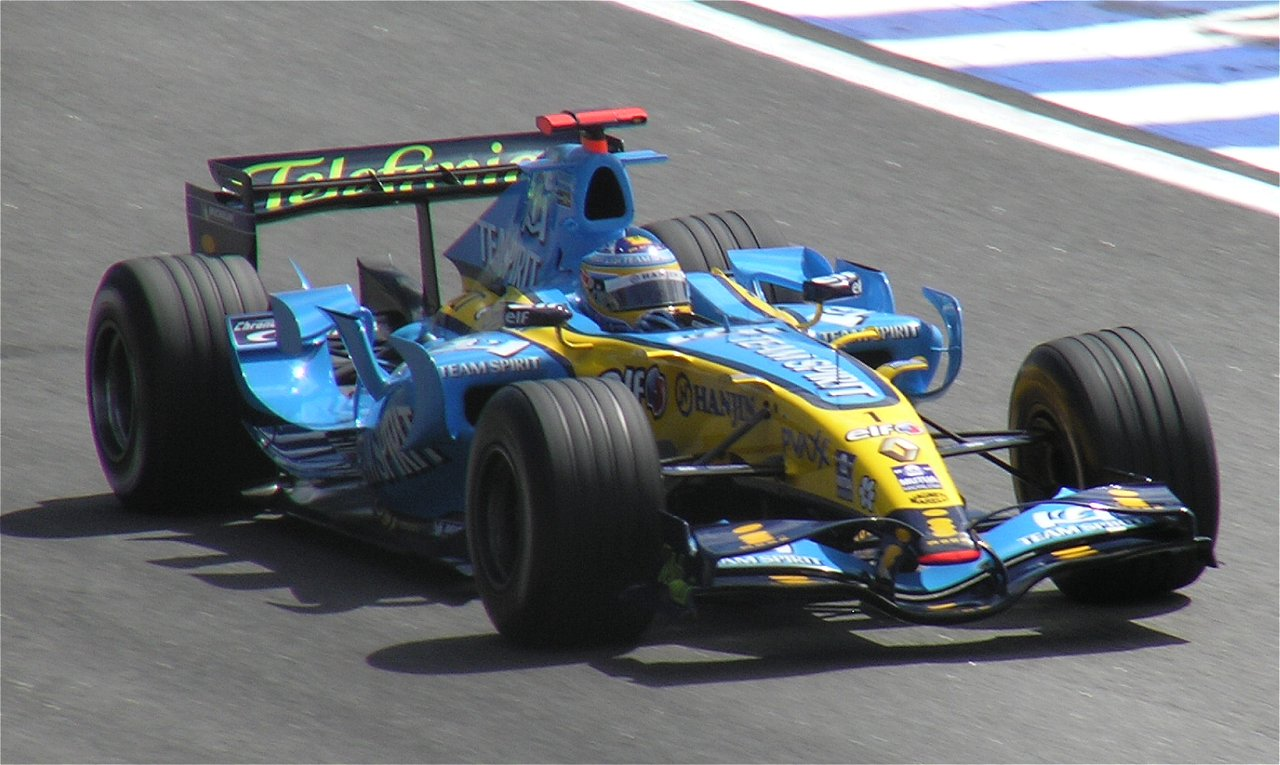
Alonso i.

Schumacher ledde förar-VM på samma poäng som Alonso, men med fler segrar. 
Schumacher hade ett guldläge i Japan när hans motor sprängdes, vilket lämnade vägen öppen för Alonso att vinna. Detta säkrade i praktiken Alonsos mästartitel, som blev definitiv i Brasilien. 
De flesta anser att om Ferrari varit med från början av säsongen hade Schumacher vunnit mästerskapet lätt, men nu avgjorde istället Alonso i början. Noterbart är att ingen förare tidigare hade vunnit två F1-titlar vid så unga år.

### McLaren-episoden
I all hemlighet började Alonso förhandla med McLaren redan under säsongen 2005 sedan han hört att Renault kanske skulle lämna formel 1. 
Alonso höll sin stallchef och manager Flavio Briatore utanför förhandlingarna för att han var orolig för att denne skulle rasera allt och tvinga honom att skriva på ett nytt kontrakt med Renault. 
I största hemlighet skrev Alonso på kontraktet och i december 2005 släpptes bomben att Alonso hade skrivit på för McLaren och att Vodafone skulle bli stallets nya huvudsponsor 2007. Tidigare hade det gått många rykten om Alonso och Ferrari, men deras stallchef Jean Todt var ganska ointresserad av Alonso och trodde istället mer på Räikkönen. 
Briatore kände sig förrådd och var riktigt uppretad på Alonso, vilket mångia personer hos Renault kände av. Hela stallet lugnade dock ner sig när det stod klart att Alonso skulle fortsätta i Renault säsongen 2006! Episoden gjorde dock hela 2006 till orolig tid för McLaren och både Juan Pablo Montoya och Räikkönen lämnade stallet.

### 2007
Säsongen 2007 debuterade Alonso i McLaren och i premiären i Australien kvalade han in som tvåa. Han var försiktig i starten och låg ett tag fyra men avancerade så småningom och slutade på andra plats. Något som lär bekymrat Alonso var den förkrossande farten Kimi Räikkönen i Ferrari hade. Alonso studsade dock tillbaka och vann i Malaysia efter en imponerande insats. Han tog starten och drog sedan ifrån. I Bahrain blev det tuffare då han bara blev femma, efter att bland annat blivit omkörd på utsidan av Nick Heidfeld. I sitt hemmalopp i Spanien fortsatte problemen, där han kolliderade med Felipe Massa och blev trea.
Dock tog Alonso revansch genom att vinna i Monaco efter att ha slagit Lewis Hamilton. Det tog honom till VM-ledning efter fem omgångar, en ledning han tappade efter att han blivit sjua i Kanada, medan Hamilton vann. Samtidigt började det ryktas om interna konflikter i McLaren, och det blev än mer uppenbart att Hamilton hade en förste förare roll vilket Alonso vägrade acceptera . Alonsos mindre roliga säsong fick en fortsättning när växellådan brakade i Frankrikes kval. Han startade tia men slutade dock sjua, bland annat genom en dödsföraktande omkörning av Heidfeld.
När serien kom till Storbritannien gjorde han ett fantastiskt lopp under stor press och slog Hamilton med en halv minut. Däremot förlorade han mot Räikkönen. I Europas Grand Prix gjorde han en formidabel avslutning på loppet, när han kom ikapp Massa på slutet och körde om på utsidan för att ta sin tredje seger för säsongen. Ungern visade sig vara som gjort för McLaren, men Alonso är inte ensam i stallet och stallets prioriterade förare Hamilton gjorde en mycket osportslig manöver som skulle resultera i att han fick ett kvalvarv mer än Alonso. Alonso löste det genom att stå precis lagom framför Hamilton i depån så att de skulle få lika många kvalvarv och samma chans till pole igen. Alonso lyckades också ta pole position, vilket tävlingsledningen inte uppskattade och skickade ner honom till sjätte plats för blockering, trots att McLaren skyllde på Hamilton som inte hade följt stallets instruktioner. McLaren fråntogs sedan sina konstruktörspoäng från loppet i Ungern på grund av incidenten. Alonso slutade fyra, medan Hamilton vann loppet. Det började då ryktas att Alonso var på väg tillbaka till Renault, men inget bekräftades under augusti. Alonso kom dock tillbaka starkt i Italien, där han gjorde ett "hat trick", det vill säga tog pole position, satte snabbaste varv och vann loppet, vilket var hans första seger på Monza.

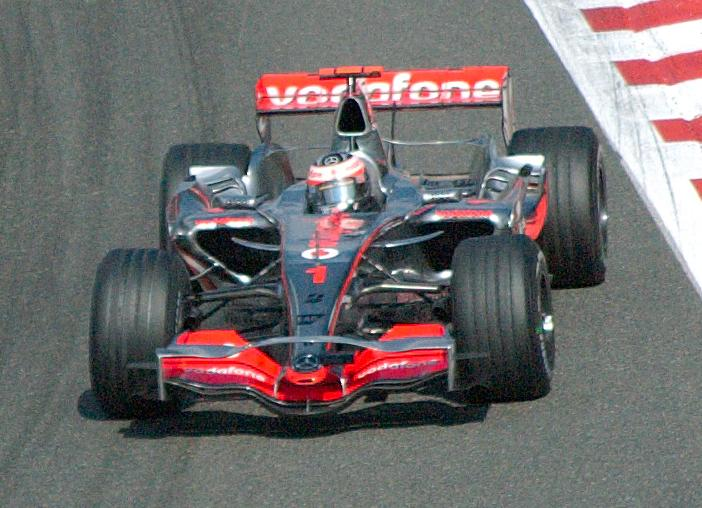
Alonso i.

I Belgien förde Alonso en undanskymd tillvaro, men slog förste förare Hamilton och tog tredjeplatsen bakom de båda Ferrariförarna. I Japan drabbades Alonso av problem när han kom ut från depån med en tung bil och var av banan två gånger, en gång efter en knuff av Sebastian Vettel. Senare tvingades Alonso bryta efter en ordentlig krasch. Han klarade sig oskadd från smällen som skedde i cirka 200 km/h. Hamilton vann och såg ut att ha avgjort kampen om VM-titeln. Alonso kom sedan till Kina där FIA hade tillsatt en kontrollant i McLarens depå. Konflikten inom McLaren hade medfört att man nu uppenbart missgynnade Alonso till förmån för Hamilton. FIA kontrollantens uppgift var att se till att båda förarna fick likvärdiga förutsättningar då teamorder till förmån för en förare inte är tillåtna enligt reglerna. Alonso verkade inte trivas med bilen, trots det låg han trea halvvägs och när Hamilton åkte av gick han förbi och blev tvåa bakom Räikkönen. Inför sista den deltävlingen behövde Alonso vinna och Hamilton på tredje plats för att bli mästare. De båda hade en tuff duell som slutade med att Hamilton bromsade sig av banan. Hamilton klarade bara en sjundeplats, men Alonso blev trea bakom Räikkönen och Massa, vilket gjorde att Räikkönen blev världsmästare. Alonso, som tvingades in i en roll som andre förare, slutade ändå med lika många poäng som Hamilton, en poäng efter mästaren Räikkönen.
Den 2 november 2007 meddelades inte oväntat att Fernando Alonso lämnar McLaren. I december skrev han kontrakt med Renault för säsongen 2008.

### 2008
Säsongen 2008 kom att bli första gången på fyra år som Alonso inte slogs om mästerskapstiteln. Redan i premiären i Australien stod det klart att Renault inte löst de problem som stallet drabbats av under Alonsos säsong i McLaren. Under säsongens första halva tog inte Alonso särskilt många poäng, även om han kvalade in som tvåa i Spanien tack vare en lätt bil bränslemässigt i Q3. I tävlingen föll han tillbaka och tvingades till slut bryta med ett motorhaveri. Han hade möjligheten att utmana om en pallplats i Kanada, men fastnade bakom Nick Heidfelds BMW Sauber i samband med att Heidfeld täckte upp för sin stallkamrat Robert Kubica. Alonso snurrade därefter av med ett problem med valet av växlar. De kommande tävlingarna innebar flera misstag från en frustrerad Alonso, som inte kunde hålla ihop hela tävlingar i den svårkörda bilen, och började köra över bilens gräns.
Tekniska uppdateringar på bilen till Ungerns Grand Prix gav Alonso möjligheten att börja leverera resultat med en mer förutsägbar bil. Han blev passerad av Kimi Räikkönen i samband med det sista depåstoppet, något som kom att kosta honom tredjeplatsen. Efter att ha kolliderat med Kazuki Nakajima på första varvet i Valencia var Alonso nere på åttonde plats i mästerskapet, vilket han kom att ändra på i tävlingarna som följde. Först slutade han fyra i Italiens Grand Prix, då regn gjort att hans nackdel av Renaults svaga motor minskade.
I Singapore gjorde sedan Alonso ett oerhört starkt intryck under tidsträningarna, och var vidare till Q2 när bilens bränslesystem fallerade. I hemlighet gjordes då upp en plan som gällde att Alonso skulle kunna vinna tävlingen. Alonso informerades inte om planerna, som innebar att hans stallkamrat Nelson Piquet Jr. skulle krascha varvet efter att Alonso skulle gå i depå för första gången, vilket skulle ta ut säkerhetsbilen, och med 2008 års regler skulle då Alonso hamna först av alla, när de övriga tvingades gå i depå efter att ha följt säkerhetsbilen i ett par varv. Alonso tankades lättast av alla, och varvet efter att han gjort sitt depåstopp och låg bland de allra sista, kraschade Piquet, vilket då gav scenariot att Alonso kunde ta segern, då hans bränslemängd var speciellt anpassad för att kunna gå i depån sist av alla vid det andra tillfället. Konsekvenserna av fallet skulle följa året därpå, och Alonso frikändes naturligtvis från all inblandning.
I efterhand är nu de flesta experter överens om att det hela var en utpressningsmanöver som Piquet jr genomfört tillsammans med sin far. Syftet var att Piquet skulle få behålla sin plats i teamet. Det rättsliga efterspelet pågår fortfarande.  
I Japan gjorde McLarenförarna Lewis Hamilton och Heikki Kovalainen för sena inbromsningar in i den första hårnålen på kalla däck, vilket även fick Ferraris Kimi Räikkönen och Felipe Massa att behöva ta omvägen utanför banan. Alonso jagade därefter Robert Kubica för ledningen, varpå han valde att gå i depå tidigare och ta mindre bränsle för sin andra stint på banan. Han körde stinten så snabbt att Kubica inte kunde svara när han fick en lättare bil, och därmed kunde Alonso ta en ohotad andra raka seger. Han slutade sedan fyra i Kina, efter att ha varit något långsammare än Hamilton, Räikkönen och Massa hela racet. Alonso kom sedan att säkra femteplatsen i VM tack vare en andraplats i Brasilien, vilket gjorde honom till säsongens andra halvas bästa poängplockare.

### 2009
Alonso valde att förlänga sitt kontrakt med Renault i ett plus ett år, och var en av favoriterna till 2009 års VM-titel. Dock hade Renault misslyckats med att designa en lyckad bil till de nya aerodynamiska reglerna för 2009, och bilen var ännu sämre än vad den hade varit i början av 2008 års säsong. Alonso var fortsatt överlägsen Piquets fart, men kunde inte få några större resultat. Han uppnådde en turlig femteplats i premiären, och den typen av resultat kunde han inte nå annat än med andras misstags hjälp under säsongens första del. Han kvalade in som tvåa till Kinas Grand Prix, vilket berodde på en lätt bil under kvalet. Han tvingades sedan besöka depån redan i tävlingens inledning efter att bilarna hållits kvar bakom säkerhetsbilen i hällregnet, och det inte var lönt att stanna ute. 
Säsongens mittendel kom att bli ännu sämre för Alonso, som visserligen maximerade bilen vid några tillfällen och tog ströpoäng, men det var långt ifrån hans totala dominans från några år tidigare. Han tog en viktassisterad pole position i Ungern, men chansningen lyckades inte med avsedd effekt, och efter att ha inte kunnat köra ifrån Lewis Hamilton under den första stinten, fick Renault inte på ett hjul ordentligt, och det föll av under utvarvet, mycket likt det som hände i samma tävling tre år innan. Renault blev avstängda från tävlingen i Valencia, eftersom man inte beordrat Alonso att stanna, men straffet sänktes till böter efter överklagan. 
Ett par tävlingar senare började det viskas om att den numera sparkade Piquet hade berättat för FIA om händelserna i Singapore året innan. Alonso förklarades inte misstänkt av FIA, men stallchefen Flavio Briatore och stallets operative chef Pat Symonds blev avstängda från motorsporten, Piquet slapp straff, samtidigt som Renault blev villkorligt uteslutna från formel 1. Alonso kunde dock ge teamet framtidshopp med en femteplats i Italien och en tredjeplats i Singapore, vilket var de sista bra resultaten han kunde åstadkomma för Renault. Stallet hade slutat utveckla 2009 års bil i samband med sommaruppehållet, och i de sista tävlingarna var bilen antagligen formel 1:s sämsta bil. Efter Abu Dhabi var Alonsos tid med Renault över, då han hade skrivit på för Scuderia Ferrari inför säsongen 2010.

### Alonsos flytt till Ferrari
Redan i mitten av 2000-talet hade det ryktats om att Alonso skulle flytta till Ferrari, men deras stallchef Jean Todt valde att skriva kontrakt med Kimi Räikkönen istället. Medveten om det, skrev Alonso på ett långtidskontrakt med McLaren till säsongen 2007. Han hamnade dock i bråk med ledningen där, och en flytt efter bara en säsong kom att bli oundviklig. Alonso tog kontakt med Ferrari för att höra sig för om möjligheterna att ansluta dit. Ferrari förlängde istället sitt kontrakt med Felipe Massa till slutet av 2010, vilket gjorde att deras förarpar med Räikkönen och Massa hade sina platser klara inom en överskådlig framtid.
Under säsongen 2008 började det cirkulera rykten om att Ferrari var på väg att skriva kontrakt med Santander som en av storsponsorerna för säsongen 2010. Santander hade skrivit på för McLaren i samband med att Alonso gått dit, och deras påstådda närvaro i Ferrari gjorde att spekulationer om Alonsos framtid tilltog. Under augusti 2008 rapporterade flera av sportens största tidningar om att Alonso var nära en flytt till Ferrari redan inför 2009 års säsong, något som dock föll, då Räikkönen förlängde sitt kontrakt till slutet av 2010 års säsong. Vissa tidningar hade skrivit att Räikkönen planerade att avsluta sin karriär efter 2008 års säsong, vilket skulle lämnat fältet fritt för Alonso att komma till Ferrari. 
Alonso kom i efterhand att erkänna att ett kontrakt för säsongen 2011 var påskrivet och klart, men under 2009 började Ferrari undersöka om det gick att få loss den efter sin lön underpresterande Räikkönen från sitt kontrakt ett år i förtid. Räikkönens management höll dock sina kort nära kroppen och krävde ordentligt betalt, varpå det läckte ut via media att Räikkönens lön för 2010 skulle betalas till 60 % av Santander, samtidigt som Alonso skrev på ett treårskontrakt. Det bekräftades bara ett par veckor efter att Ferraris kontrakt med Santander offentliggjorts, samtidigt som även Felipe Massa konfirmerades för säsongen 2010, efter att ha överlevt svåra skallskador i en krasch under säsongen.

## F1-karriär
| Säsong            | Stall/Tillverkare     | Placering         | Lopp | Poäng | Etta | Tvåa | Trea | Pole | Varv |
| ----------------- | --------------------- | ----------------- | ---- | ----- | ---- | ---- | ---- | ---- | ---- |
| 2001              | Minardi-Cosworth      | 23                | 17   | 0     | 0    | 0    | 0    | 0    | 0    |
| 2003              | Renault               | 6                 | 16   | 55    | 1    | 1    | 2    | 2    | 1    |
| 2004              | Renault               | 4                 | 18   | 59    | 0    | 1    | 3    | 1    | 0    |
| 2005              | Renault               | 1                 | 19   | 133   | 7    | 5    | 3    | 6    | 2    |
| 2006              | Renault               | 1                 | 18   | 134   | 7    | 7    | 0    | 6    | 5    |
| 2007              | McLaren-Mercedes      | 3                 | 17   | 109   | 4    | 4    | 4    | 2    | 3    |
| 2008              | Renault               | 5                 | 18   | 61    | 2    | 1    | 0    | 0    | 0    |
| 2009              | Renault               | 9                 | 17   | 26    | 0    | 0    | 1    | 1    | 2    |
| 2010              | Ferrari               | 2                 | 19   | 252   | 5    | 2    | 3    | 2    | 5    |
| 2011              | Ferrari               | 4                 | 19   | 257   | 1    | 5    | 4    | 0    | 1    |
| 2012              | Ferrari               | 2                 | 20   | 278   | 3    | 5    | 5    | 2    | 0    |
| 2013              | Ferrari               | 2                 | 19   | 242   | 2    | 5    | 2    | 0    | 2    |
| 2014              | Ferrari               | 6                 | 19   | 161   | 0    | 1    | 1    | 0    | 0    |
| 2015              | McLaren-Honda         | 17                | 19   | 11    | 0    | 0    | 0    | 0    | 0    |
| 2016              | McLaren-Honda         | 10                | 21   | 54    | 0    | 0    | 0    | 0    | 1    |
| 2017              | McLaren-Honda         | 15                | 20   | 17    | 0    | 0    | 0    | 0    | 1    |
| 2018              | McLaren-Honda         | 11                | 21   | 50    | 0    | 0    | 0    | 0    | 0    |
| 2021              | Alpine-Renault        | 10                | 22   | 81    | 0    | 0    | 1    | 0    | 0    |
| 2022              | Alpine-Renault        | 9                 | 22   | 81    | 0    | 0    | 0    | 0    | 0    |
| 2023              | Aston Martin-Mercedes | 4                 | 22   | 206   | 0    | 3    | 5    | 0    | 1    |
| 2024              | Aston Martin-Mercedes | 9                 | 24   | 70    | 0    | 0    | 0    | 0    | 2    |
| 2025              | Aston Martin-Mercedes | 0                 | 2    | 0     | 0    | 0    | 0    | 0    | 0    |
| Sammanlagt (2025) | Sammanlagt (2025)     | Sammanlagt (2025) | 406  | 2337  | 32   | 40   | 34   | 22   | 26   |

| 1. Ungern 2003 2. Malaysia 2005 3. Bahrain 2005 4. San Marino 2005 5. Europa 2005 6. Frankrike 2005 7. Tyskland 2005 8. Kina 2005 9. Bahrain 2006 10. Australien 2006 11. Spanien 2006 12. Monaco 2006 13. Storbritannien 2006 14. Kanada 2006 15. Japan 2006 16. Malaysia 2007 17. Monaco 2007 18. Europa 2007 19. Italien 2007 20. Singapore 2008 21. Japan 2008 22. Bahrain 2010 23. Tyskland 2010 24. Italien 2010 25. Korea 2010 26. Singapore 2010 27. Storbritannien 2011 28. Malaysia 2012 29. Europa 2012 30. Tyskland 2012 31. Kina 2013 32. Spanien 2013 |

| 1. Spanien 2003 2. Frankrike 2004 3. Spanien 2005 4. Storbritannien 2005 5. Turkiet 2005 6. Italien 2005 7. Belgien 2005 8. Malaysia 2006 9. San Marino 2006 10. Europa 2006 11. Frankrike 2006 12. Turkiet 2006 13. Kina 2006 14. Brasilien 2006 15. Australien 2007 16. USA 2007 17. Storbritannien 2007 18. Kina 2007 19. Brasilien 2008 20. Spanien 2010 21. Ungern 2010 22. Monaco 2011 23. Europa 2011 24. Tyskland 2011 25. Japan 2011 26. Abu Dhabi 2011 27. Spanien 2012 28. Storbritannien 2012 29. Indien 2012 30. Abu Dhabi 2012 31. Brasilien 2012 32. Australien 2013 33. Kanada 2013 34. Belgien 2013 35. Italien 2013 36. Singapore 2013 37. Ungern 2014 38. Monaco 2023 39. Kanada 2023 40. Nederländerna 2023 |

| 1. Malaysia 2003 2. Brasilien 2003 3. Australien 2004 4. Tyskland 2004 5. Ungern 2004 6. Australien 2005 7. Brasilien 2005 8. Japan 2005 9. Spanien 2007 10. Turkiet 2007 11. Belgien 2007 12. Brasilien 2007 13. Singapore 2009 14. Kanada 2010 15. Japan 2010 16. Brasilien 2010 17. Turkiet 2011 18. Ungern 2011 19. Italien 2011 20. Indien 2011 21. Monaco 2012 22. Italien 2012 23. Singapore 2012 24. Korea 2012 25. USA 2012 26. Storbritannien 2013 27. Brasilien 2013 28. Kina 2014 29. Qatars 2021 30. Bahrain 2023 31. Saudiarabien 2023 32. Australien 2023 33. Miamis 2023 34. Brasilien 2023 |

| 1. Malaysia 2003 2. Ungern 2003 3. Frankrike 2004 4. Malaysia 2005 5. Bahrain 2005 6. Frankrike 2005 7. Storbritannien 2005 8. Brasilien 2005 9. Kina 2005 10. Europa 2006 11. Spanien 2006 12. Monaco 2006 13. Storbritannien 2006 14. Kanada 2006 15. Kina 2006 16. Monaco 2007 17. Italien 2007 18. Ungern 2009 19. Italien 2010 20. Singapore 2010 21. Storbritannien 2012 22. Tyskland 2012 |

| 1. Kanada 2003 2. Australien 2005 3. Europa 2005 4. Malaysia 2006 5. San Marino 2006 6. Storbritannien 2006 7. Kina 2006 8. Japan 2006 9. Monaco 2007 10. Kanada 2007 11. Italien 2007 12. Tyskland 2009 13. Singapore 2009 14. Bahrain 2010 15. Storbritannien 2010 16. Italien 2010 17. Singapore 2010 18. Korea 2010 19. Storbritannien 2011 20. Tyskland 2013 21. Abu Dhabi 2013 22. Italien 2016 23. Ungern 2017 24. Nederländerna 2023 25. Kina 2024 26. Österrike 2024 |

## Kontroverser
Alonso har aldrig lämnat någon oberörd och är en av de mest kontroversiella förarna på startgriden, med flera uppmärksammade incidenter.

### 2001
I Australien 2001 anklagade Rubens Barrichello debutanten Alonso för att ha spolierat hans andraplats, genom att ha hindrat honom när han skulle varva den unge spanjoren. I situationen som uppkom blev Barrichello omkörd av  David Coulthard.

### 2003
I Europas Grand Prix försökte Alonso köra förbi David Coulthard, men stötte till dennes McLaren som snurrade av banan men tävlingsdomarna frikände Alonso.

### 2004
Alonso kritiserade Mark Webber i Jaguar hårt för att denne hade sicksackat framför honom i Bahrain. Han kritiserade även Webbers stallkamrat Christian Kliens spårbyten i början av loppet, vilket gjorde att Alonso blev av med framvingen. Ingen av Jaguarförarna bestraffades dock.

### 2005
Alonso körde i Japan om Christian Klien och var tvungen att gena genom chikanen därför att han bromsat för sent. Han släppte omedelbart Klien för att sedan på den efterföljande rakan köra förbi igen. Alonsos körning ogillades dock av tävlingsdomarna som beordrade honom att två varv senare släppa förbi Klien. På efterföljande presskonferens berättade Alonso att han sedan fått besked via radion att den första omkörningen varit korrekt.

### 2006
I Ungern bestraffades Alonso med tidstillägg under fria träningen för att ha passerat annan bil under gulflagg. Senare anklagades han också för att ha "gillrat en fälla" för Schumacher, eftersom denne passerat Alonso under rödflagg. 
I Italien fick Alonso sina bästa tre kvaltider raderade för att ha hindrat Massa i kvalet, ett beslut som starkt ifrågasattes då Alonso hela tiden befann sig mellan 500 och 300 meter före Massa. Alonso sa senare på en presskonferens "att formel 1 inte längre är en sport".

### 2007
I Spanien försökte Alonso köra om Felipe Massa i Ferrari redan i första kurvan men bilarna stötte ihop och Alonso åkte av banan. Han kom dock tillbaka igen och slutade trea. På presskonferensen efter loppet anklagade Alonso Massa för farlig körning och menade att "i 90 procent av sådana här fall bryter båda bilarna i första kurvan, vilket är farligt". 
I Monaco anklagades McLaren av Hamilton för att ha givit honom en racestrategi som skulle hindra honom från att köra om Alonso. Anklagelsen utreddes av FIA efter loppet, men McLaren frikändes. 
I Europas Grand Prix blev det en hård kamp mellan Massa och Alonso på de sista varven, eftersom det börjat regna och Alonso var snabbare än den ledande Massa i regnet. Under Alonsos omkörning touchade de bägge, och efter loppet visade Alonso upp däckavtryck på sin bil. Han hade sedan ett smärre ordkrig på italienska med Massa på väg till prisutdelningen. 
I Ungern tog Alonso pole position, men blev senare undersökt av domarna, som hävdade att Hamilton blivit hindrad av Alonso i depån. Domarna kunde dock inte avgöra om det var Alonso eller stallet som var skyldig varför Alonso blev nedflyttad till den sjätte startrutan och McLaren undantogs från konstruktörspoäng i tävlingen. Alonso blev sedan fyra i racet som Hamilton vann. Historien fick nytt liv sedan det visade sig att Hamilton inte följt order att släppa förbi Alonso, som enligt på förhand uppgjord teamstrategi hade ett "frivarv" i kvalificeringen tillgodo på Hamilton just här i Ungern.
Under sommaren 2007 blev Alonso indragen i McLarens och Ferraris spionskandal. Det visade sig att McLarens testförare Pedro de la Rosa skickat mejl där de diskuterade Ferraridata som innehades av McLarens Mike Coughlan. På basis av bland annat vittnesmål från Pedro de la Rosa dömdes McLaren senare till dryga böter och strukna konstruktörspoäng 2007. 
I Belgien gjorde Alonso en tuff omkörningsattack av Hamilton i första kurvan. Efter racet fick Ron Dennis frågan om vad han tyckte om incidenten och han svarade: "Jag kan kalla Alonsos manöver hård, men juste".

## Schumacherfaktorn
Att Alonsos och Michael Schumachers karriärer väldigt mycket påminner om varandra har debatterats flitigt bland F1-anhängare.[källa behövs] Faktum är att de tidigt i sin karriär kom till ett stall med Flavio Briatore som stallchef; Schumacher till Benetton 1992 och Alonso till Renault 2003. Båda lyckades under sin första säsong vinna var sitt lopp. Schumacher lyckades dock något bättre sammanlagt och kom trea i mästerskapet' medan Alonso kom sexa. 
Schumacher kom på fjärde plats 1993 och Alonso gjorde detsamma 2004. Schumacher vann sitt första mästerskap 1994 efter åtta segrar och Alonso sitt 2005 efter sju segrar. 
Både Alonso och Schumacher tog sina mästartitlar i ett Mild Seven-sponsrat stall med ljusblå bilar. Ännu mer träffande är att båda upprepade bedriften den följande säsongen, 1995 respektive 2006. Dessutom var deras bilar långt ifrån alltid de bästa. Schumacher gick till ett stall som misslyckats under en längre tid, Ferrari, och nu har Alonso gått till ett stall i samma situation, ett framgångssökande McLaren. Under 2007 blev Alonso trea, precis som Schumacher blev 1996. Om trenden hade fortsatt så hade Alonso tagit sin nästa VM-titel säsongen 2011, men så blev inte fallet. Han slutade på fjärde plats 2011.